# Тоболяков, Владимир Николаевич
Владимир Николаевич Тоболяков (23 (15) августа 1898 — 9 апреля 1942) — советский писатель, прозаик и сатирик. Участник Великой Отечественной войны.

## Биография
Владимир Николаевич Тоболяков родился в семье преподавателя. Его мать умерла, когда ему было 5 лет. С золотой медалью окончил Тобольскую губернскую гимназию. Поступил в Томский политехнический институт, но в 1919 году был мобилизован в колчаковскую армию. В 1923 году переехал в Ленинград. С середине 1920-х годов начал литературную деятельность. Его рассказы печатались в сатирических журналах. Был секретарём журналов «Бегемот» и «Природа и люди». В 1930-х годах часто печатался в журнале «Звезда». Участвовал в Советско-финляндской войне. Когда началась Великая Отечественная война, вступил в ряды 1-й дивизии народного ополчения. Во время блокады Ленинграда заболел туберкулёзом.
Владимир Николаевич Тоболяков умер в 1942 году. Похоронен на родине в Сибири.

## Произведения
- «К верховьям исчезнувшей реки»;
- «Путешествие на Полярный Урал» (1930);

- "Сопки в огне " (1932);
- «Безымянная винтовка» (1940);
- «Горный штурман» (1940);
- «Сибирские рассказы» (1941).